# Сангийн Дампил
Сангийн Дампил (монг. Сангийн Дампил; 1922, Цэцэрлэг аймака Архангай — 1991) — монгольский военный, майор Монгольской народной армии. Герой Монгольской Народной Республики (1945).

## Биография
Сын охотника, в молодости сам был табунщиком и охотником. Служил у богатых скотоводов. После смерти матери, был отдан в монастырь ламе Онхуза, старшему брату покойной матери. Прилежно изучал тибетский язык и церковные книги. Позже, после побоев ламами, юноша сбежал из монастыря.
Осенью 1940 года Дампил пришёл в военкомат. Ему отказали: восемнадцатилетних в МНР не брали в армию. Тогда он проник на медицинскую комиссию «с чёрного хода». Парня приняли за призывника и зачислили в кавалерию. Здесь он стал пулемётчиком. После создания в Монгольской народной армии моторизованных войск был переведён в 7-ю бронебригаду. В армии стал членом Монгольской народно-революционной партии.
Участник Советско-японской войны. Отличился в августе 1945 года. Разведгруппа вела бой, Дампил прикрывал пулемётным огнём наступавших товарищей. Выполняя приказ своего командира, он подавил два пулемёта противника. По Дампилу ударило противотанковое орудие. Под сильным обстрелом пулемётчик и его помощник успели сменить огневую позицию.
Здесь Дампил заметил невдалеке от себя японского офицера и, не раздумывая, решил захватить его живым. Подкравшись к окопу, он прыгнул на японца. Завязалась борьба. Уже на дне окопа пулемётчик одолел сильного и верткого врага.
Под самым носом у японцев Дампил уничтожил четыре пулемётных расчета.
Находясь у самых дверей центрального узла самурайской твердыни, ликвидируя огневые точки укрепрайона и контратакующие группы противника, отважный пулемётчик предотвратил немалые потери в своём подразделении. Прославился он и в других боях.
Позже стал майором.
За проявленный подвиг решением Президиума Великого Народного хурала от 26 сентября 1945 года был удостоен звания Герой Монгольской Народной Республики.

## Память
- На родине Сангийна Дампила в 2019 году установлен бронзовый памятник.